# Campionati europei di pentathlon moderno 2003
I campionati europei di pentathlon moderno 2003 si sono svolti a Ústí nad Labem, in Repubblica Ceca, dove si sono disputate le gare maschili e femminili individuali e a squadre.

## Risultati

### Maschili
| Evento              | Oro                                                    | Argento                                                    | Bronzo                                                   |
| Individuale         | Edvinas Krungolcas                                     | Andrea Valentini                                           | Dzmitryj Meljach                                         |
| A squadre           | Russia Andrej Moiseev Aleksej Lebedinec Aleksej Turkin | Ungheria Gábor Balogh Viktor Horváth Ákos Kállai           | Rep. Ceca Libor Capalini Michal Michalík Michal Sedlecký |
| Staffetta a squadre | Ungheria Viktor Horváth Ákos Kállai Sándor Fülep       | Bielorussia Aleksandr Bysov Dzmitryj Meljach Pavel Doŭhal' | Svezia Erik Johansson Anders Marcusson Michael Brandt    |

### Femminili
| Evento              | Oro                                             | Argento                                                  | Bronzo                                                           |
| Individuale         | Georgina Harland                                | Zsuzsanna Vörös                                          | Paulina Boenisz                                                  |
| A squadre           | Ungheria Zsuzsanna Vörös Csilla Füri Bea Simóka | Polonia Paulina Boenisz Edyta Małoszyc Magdalena Sędziak | Regno Unito Georgina Harland Sian Lewis Sarah Langridge          |
| Staffetta a squadre | Ungheria Zsuzsanna Vörös Bea Simóka Csilla Füri | Italia Claudia Corsini Sara Bertoli Giulia Cafiero       | Rep. Ceca Alexandra Kalinovská Lucie Grolichová Olga Voženílková |

## Medagliere
| Posizione | Paese       |   |   |   | Totale |
| --------- | ----------- | - | - | - | ------ |
| 1         | Ungheria    | 3 | 2 | 0 | 5      |
| 2         | Regno Unito | 1 | 0 | 1 | 2      |
| 3         | Lituania    | 1 | 0 | 0 | 1      |
| 3         | Russia      | 1 | 0 | 0 | 1      |
| 5         | Italia      | 0 | 2 | 0 | 2      |
| 6         | Bielorussia | 0 | 1 | 1 | 2      |
| 6         | Polonia     | 0 | 1 | 1 | 2      |
| 8         | Rep. Ceca   | 0 | 0 | 2 | 2      |
| 9         | Svezia      | 0 | 0 | 1 | 1      |
| Totale    | Totale      | 6 | 6 | 6 | 18     |